# Villerouge-Termenès
Villerouge-Termenès (tot 16 mei 1962: Villerouge) is een gemeente in het Franse departement Aude in de regio Occitanie en telt 158 inwoners (1999). De plaats maakt deel uit van het arrondissement Carcassonne.
Bezienswaardig is het Kasteel van Villerouge-Termenès.

## Geografie
De oppervlakte van Villerouge-Termenès bedraagt 19,3 km², de bevolkingsdichtheid is 8,2 inwoners per km².

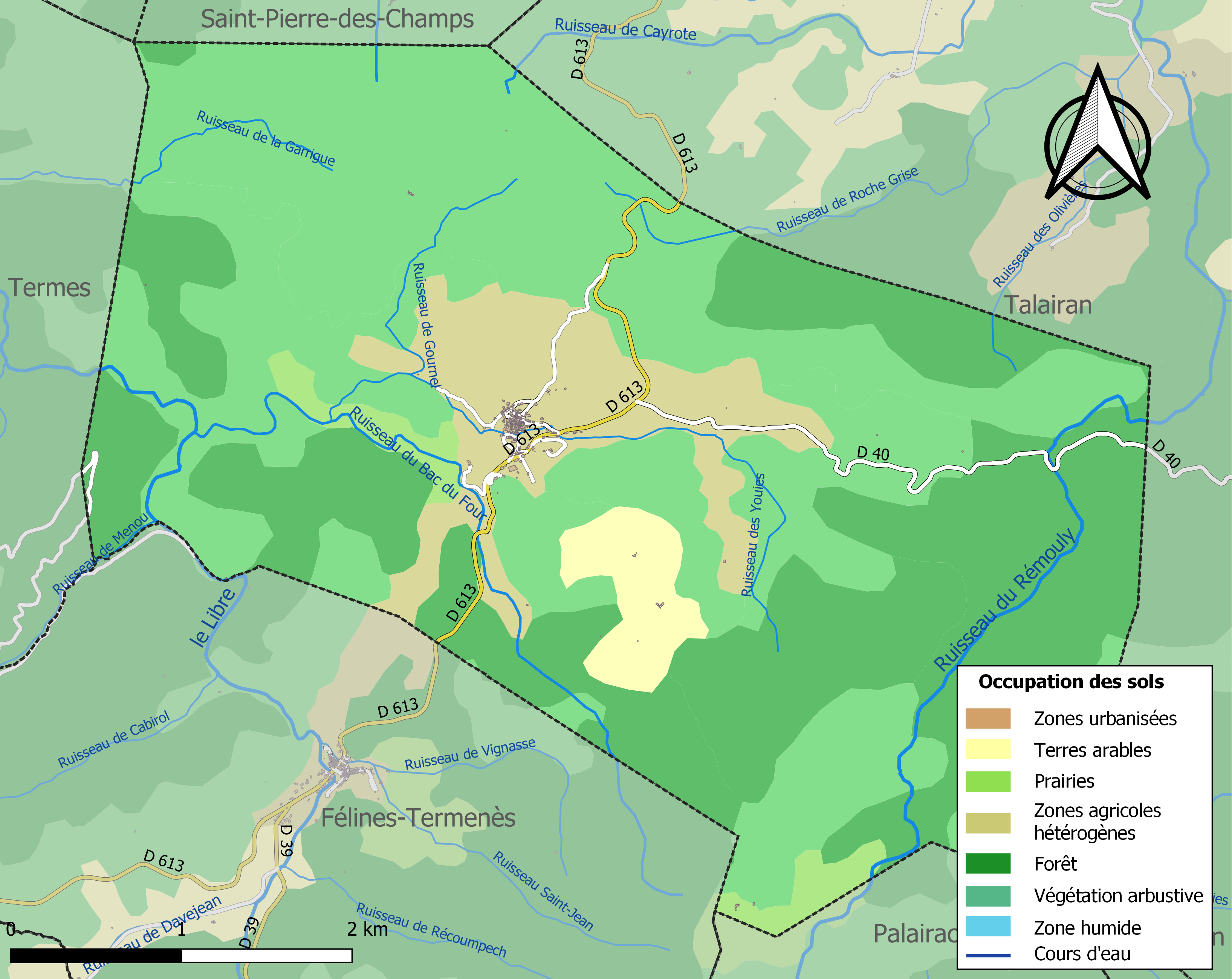
Kaart van de gemeente met de belangrijkste infrastructuur, bodemgebruik en omliggende gemeenten

## Demografie
Onderstaande figuur toont het verloop van het inwonertal (bron: INSEE-tellingen).

Vanwege een beveiligingsprobleem met de MediaWiki Graph-software is het momenteel niet mogelijk deze grafiek weer te geven. Zodra de software is bijgewerkt zal de grafiek vanzelf weer zichtbaar worden.

Château de Villerouge-Termenès
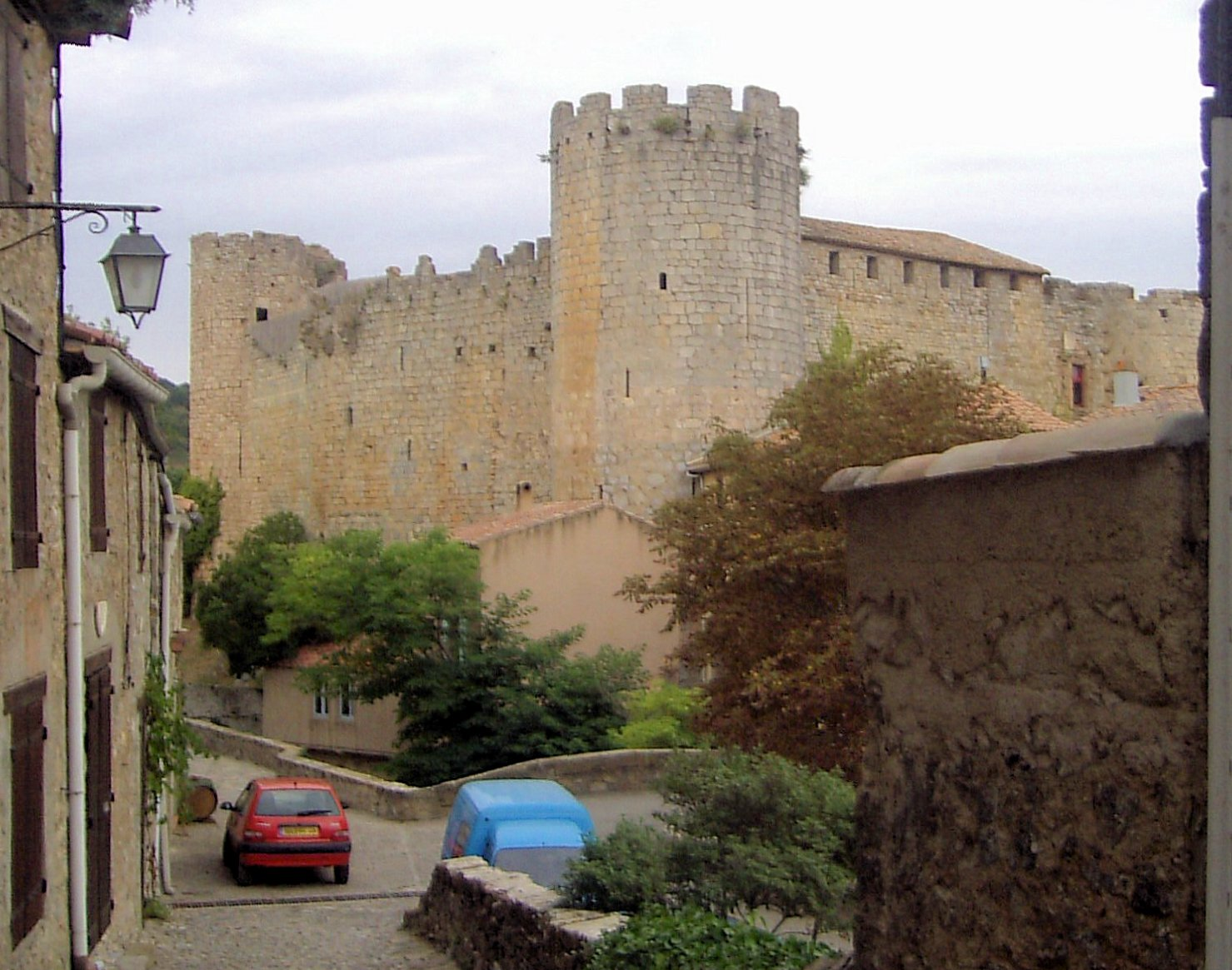
noordoostelijke kant
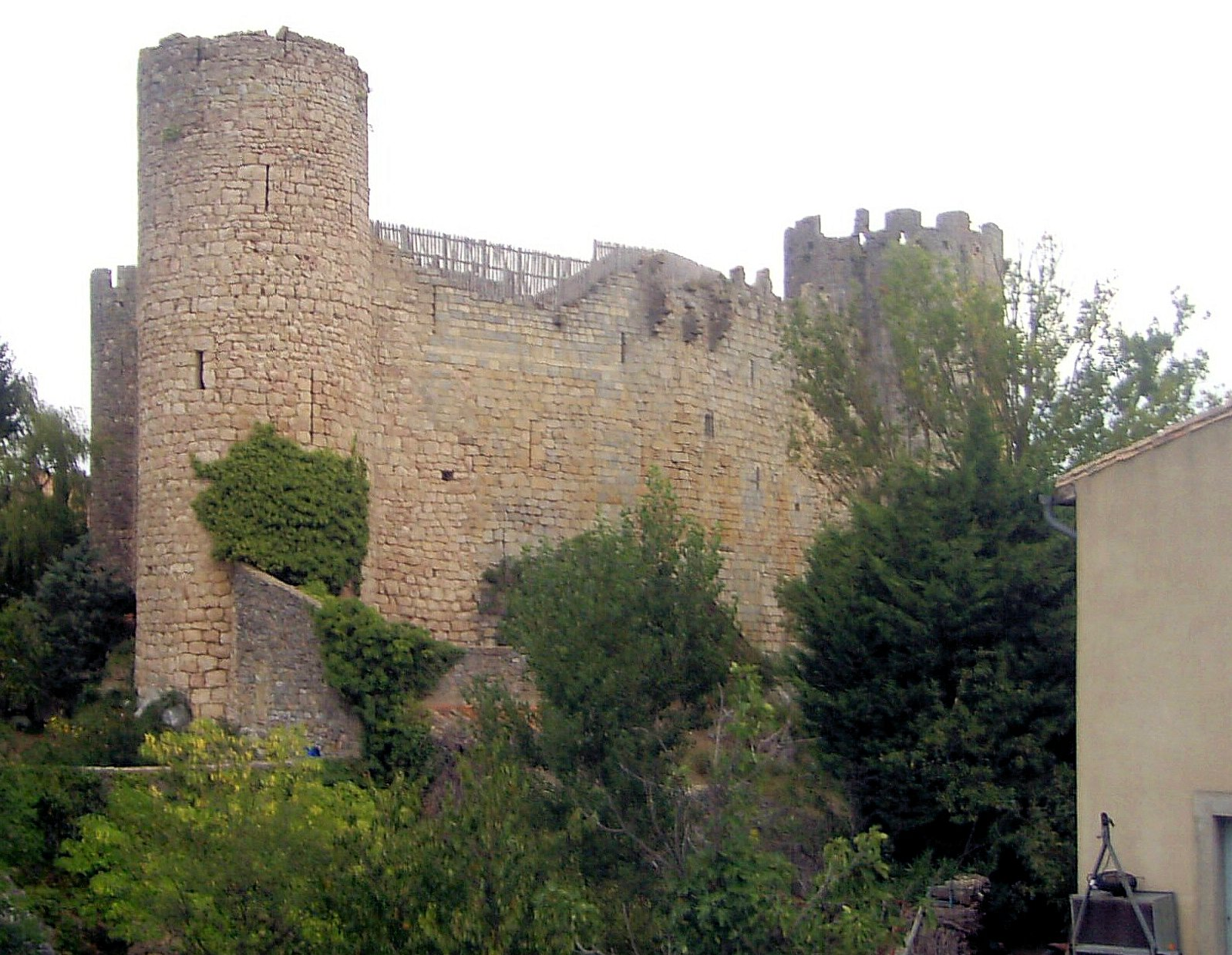
zuidwestelijke zijde